# Jakowlew UT-1
Die Jakowlew UT-1 (russisch Яковлев УТ-1) war ein sowjetisches Fortgeschrittenen-Schulflugzeug der 1930er- und 1940er-Jahre. Die Werksbezeichnung lautete – in Anlehnung an den Politiker Alexei Iwanowitsch Rykow – AIR-14 (russisch АИР-14), die interne Bezeichnung des Konstruktionsbüros Jakowlew war Ja-14 (Я-14).

## Geschichte

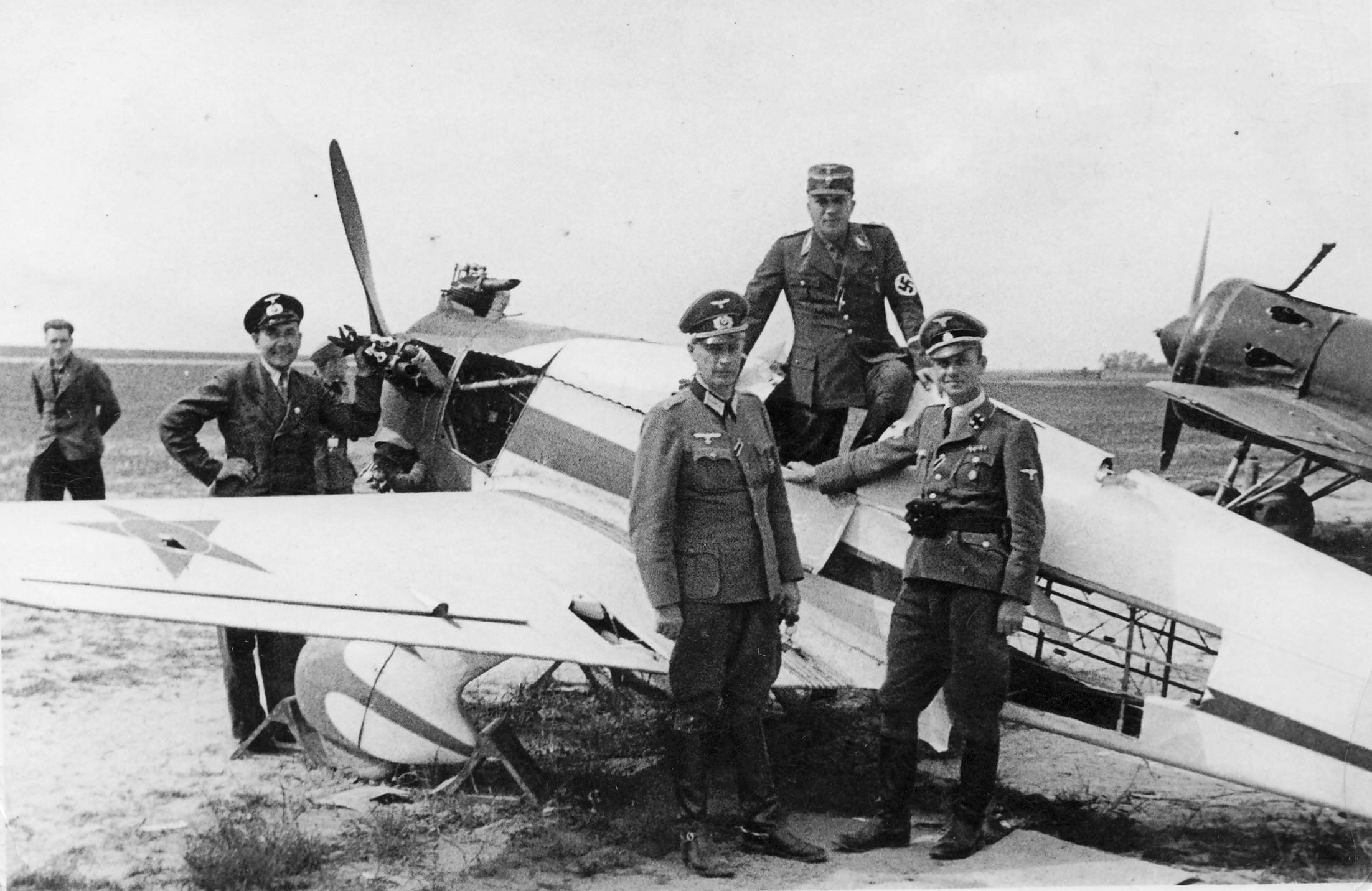
Während der Operation Barbarossa erbeutete UT-1. Rechts dahinter eine I-16.

Im Sommer 1935 fand auf dem Moskauer Flugplatz Moskau-Tuschino ein Vergleichsfliegen zwischen den neuesten sowjetischen Sportflugzeugen statt. Alexander Jakowlew nahm daran mit seiner neuesten Entwicklung UT-2, die erst kurz zuvor ihren Erstflug absolviert hatte, teil. Sie konnte den Wettbewerb klar für sich entscheiden und wurde deshalb als künftiger Standardtrainer der sowjetischen Luftstreitkräfte ausgewählt. Weiterhin wurde Jakowlew der Auftrag erteilt, aus dem Typ eine einsitzige Version abzuleiten, um angehenden Jagdfliegern den Umstieg auf die I-16 zu erleichtern, die sich erst seit kurzem im Bestand der Armee befand und fliegerisch recht anspruchsvoll war. Um auch Luftkampfmanöver trainieren zu können, sollte die Maschine kunstflugtauglich sein. Jakowlews Entwicklungsbüro begann umgehend mit der Überarbeitung und stellte den Prototyp der AIR-14 1936 fertig. Er wurde von Jakowlews Cheftestpiloten Julian Piontkowski innerhalb kürzester Zeit einer auch den Piloten selbst sehr beanspruchenden intensiven Erprobung unterzogen. So führte Piontkowski mit der AIR-14 innerhalb weniger Tage über 1000 Starts und Landungen aus, davon 300 allein an einem Tag, um deren Eignung für den vorgesehenen Zweck zu ermitteln. Die Testphase wurde erfolgreich abgeschlossen und das hohe Tempo, mit der sie absolviert wurde, ermöglichte die schnelle Überführung in die Serienproduktion, die im Herbst 1936 aufgenommen wurde. Das Flugzeug wurde als UT-1 (UT steht für utschebno-trenirowotschny (учебно-тренировочный), Schulung und Training) gebaut und sowohl von den Luftstreitkräften als auch den Fliegerklubs der OSSOAWIACHIM eingesetzt, bei letzteren vorzugsweise als kunstflugtaugliche Sportmaschine.
Von der UT-1 wurden etwa zehn Ausführungen gebaut, die sich meist in der Motorisierung unterschieden. Sie war unter anderem mit dem französischen Triebwerk MW-4 „Bengali 4“ von Renault oder dem GAS-11 ausgerüstet, das eigentlich für Autos entwickelt worden war und sich auch im Nachhinein als zu schwer erwies. Es wurde jeweils eine nicht verstellbare Zweiblatt-Holzluftschraube verwendet. Außerdem erschien eine kleine, mit Schwimmern ausgestattete Serie, die als WT-1 beziehungsweise Ja-15 oder UT-1p bezeichnet wurde. Ein als AIR-18 betiteltes Einzelexemplar wurde 1935 für Geschwindigkeitstests mit einem MW-4-Triebwerk und einem Einziehfahrwerk ausgerüstet.
Die Leistungsfähigkeit der UT-1wurde durch die Teilnahme an einem Wettbewerbsflug für Sportflugzeuge auf der Route Moskau–Sewastopol–Moskau am 24. Juli 1937 unter Beweis gestellt. Die 2815 km lange Strecke wurde von der UT-1 mit einer Durchschnittsgeschwindigkeit von 218 km/h bewältigt. Auch mehrere Weltrekorde konnten mit der UT-1 in ihrer Klasse erflogen werden konnten. So stellte Walentina Grisodubowa im Oktober gleichen Jahres mit 3267 m einen Höhenrekord auf und auch Wladimir Kokkinaki soll mit der Schwimmerversion WT-1 Rekordhöhe erreicht haben.
In der Anfangsphase der Operation Barbarossa wurden in Ermangelung anderer Möglichkeiten manche UT-1, ähnlich wie die Ausgangskonstruktion UT-2, auch als leichtes Schlachtflugzeug mit Maschinengewehren oder Unterflügelstationen für leichte Bomben oder Reaktivgeschosse ausgerüstet und gegen die deutschen Truppen eingesetzt.

## Konstruktion
Die UT-1 ist ein freitragender Tiefdecker in Gemischtbauweise. Der Rumpf besteht aus einem stoffbespannten Stahlrohrgerüst. Die Tragflächen sind ebenfalls stoffbespannt, bestehen aber aus Holz und besitzen zwei Holme. Das Leitwerk ist in Normalbauweise ausgeführt, besteht aus einem Leichtmetallrahmen, ist abgestrebt und mit Stoff bespannt. Die Haupträder des starren Fahrwerks sind aerodynamisch verkleidet und zum Rumpf hin verstrebt. Im Winter können sie durch Schneekufen ersetzt werden. Am Heck befindet sich ein Schleifsporn. Statt des Landfahrwerks ist eine Ausrüstung mit einem Schwimmwerk, das aus zwei parallelen Hauptschwimmern besteht, möglich. In diesem Fall entfällt der Hecksporn.

## Technische Daten
| Kenngröße             | Daten (UT-1)                                  | Daten (AIR-18)                                     |
| --------------------- | --------------------------------------------- | -------------------------------------------------- |
| Besatzung             | 1                                             | 1                                                  |
| Spannweite            | 7,30 m                                        | 7,30 m                                             |
| Länge                 | 5,75 m                                        | 5,99 m                                             |
| Höhe                  | 1,99 m                                        | 2,10 m                                             |
| Flügelfläche          | 8,30 m²                                       | 8,30 m²                                            |
| Flügelstreckung       | 4,3                                           | 4,3                                                |
| Leermasse             | 430 kg                                        | 475 kg                                             |
| Nutzlast              | 160 kg                                        | k. A.                                              |
| Startmasse            | 590 kg                                        | 645 kg                                             |
| Flächenbelastung      | 71,1 kg/m²                                    | k. A.                                              |
| Leistungsbelastung    | 3,6 kg/PS                                     | k. A.                                              |
| Triebwerk             | ein luftgekühlter 5-Zylinder-Sternmotor M-11E | ein luftgekühlter 4-Zylinder-Reihenmotor Bengali 4 |
| Leistung              | 160 PS (118 kW)                               | 140 PS (103 kW)                                    |
| Höchstgeschwindigkeit | 255 km/h                                      | 310 km/h                                           |
| Reisegeschwindigkeit  | maximal 190 km/h                              | k. A.                                              |
| Landegeschwindigkeit  | 85 km/h                                       | k. A.                                              |
| Reichweite            | maximal 670 km                                | 600 km                                             |
| Dienstgipfelhöhe      | 7120 m                                        | 6500 m                                             |
| Startrollstrecke      | 90 m                                          | k. A.                                              |